# Conrad Ier de Tölz et Hohenburg
Conrad Ier de Tölz et Hohenburg (aussi : Tolntznaer ; en allemand : Konrad I. von Tölz und Hohenburg) est le 26e évêque de Frisingue de 1230 jusqu'à sa mort le 18 janvier 1258.

## Biographie
Conrad détient plusieurs prébendes. En 1224, il est attesté comme chanoine de Frisingue. Plus tard, il devient prévôt d'Innichen et chanoine de Ratisbonne. En tant que chanoine de Ratisbonne, il part à Rome en 1229 pour s'opposer à l'intention de l'évêque Gérold de Waldeck (de) de céder la ville de Frisingue comme fief aux Wittelsbach. Cette décision est empêchée par le pape Grégoire IX.
Après la destitution de Gérold de Waldeck par Grégoire IX en 1230, Conrad de Tölz lui succède au titre d'évêque de Frisingue. Il est consacré en 1232. Comme le duc Othon II de Wittelsbach convoite également la souveraineté sur Frisingue, Conrad entre en conflit avec lui et doit fuir en Autriche. Il excommunie le duc en 1235, mais se réconcilie avec lui deux années plus tard. Après avoir participé au Hoftag de l'empereur Frédéric II, Conrad est conjuré par le légat pontifical Philippe de Ferrara. Après cela, il se rend à la curie de Lyon, se soumet et reçoit l'absolution. En 1249, il participe au synode de Mühldorf am Inn. Après la mort du duc Othon de Wittelsbach, Conrad est mandaté par le pape Clément IV pour l'investigation de l'attitude ecclésiastique d'Othon de Wittelsbach. La même année, il acquiert le comté de Werdenfels (de) pour Frisingue. En 1252, il assiste au mariage du roi Ottokar II de Bohême et de Marguerite de Babenberg.